# Een schrijver die zijn pen versnijdt
Een schrijver die zijn pen versnijdt is een schilderij van de Nederlandse kunstschilder Jan Ekels de Jonge, olieverf op paneel, 27,5 x 23,5 centimeter groot, gemaakt in 1784. Het toont een aan een tafel gezeten schrijver in zijn interieur. Het werk bevindt zich sinds 1880 in de collectie van het Rijksmuseum Amsterdam.

## Context
Ekels studeerde aan de Amsterdamse Tekenacademie, waar hij de interieurstukken van Gabriel Metsu en Gerard ter Borch (II) leerde waarderen. Van 1776 tot 1778 studeerde hij in Parijs, waar hij kennismaakte met het classicisme. In 1783 trok hij met een tweetal vrienden langs de Rijn om in Duitsland musea te bezoeken. Daar werd hij geïnspireerd door de opkomende Duitse romantiek.
Al deze invloeden zouden doorwerken in het latere werk van Ekels. Hij schilderde vooral huiselijke interieurstukken met (doorgaans weinig) figuren, in een stijl die het midden houdt tussen romantiek en classicisme. In de geest van Ter Borch en Metsu gaf hij zijn werken vaak een zekere psychologische diepgang mee, door bij de kijker een vraag op te roepen naar de gedachten of gemoedstoestand van de afgebeelde persoon. Een schrijver die zijn pen versnijdt is daarvan een typerend voorbeeld.

## Afbeelding
Een schrijver die zijn pen versnijdt toont een jongeman in een sober ingericht interieur, ontspannen gezeten aan een schrijftafeltje, met zijn rug naar de kijker. Zijn gezicht en handen zijn te zien in een kleine spiegel aan de muur. De jongeling is bezig zijn ganzenveer bij te snijden, als een min of meer toevallige toevallige enscenering. De jas is quasi nonchalant over een stoel gegooid. Aan de muur, naast de spiegel, hangt een speelbord met een zakje stukken. Hoewel het dag is, heeft de schrijver het gordijn dichtgeschoven, maar door een spleet valt niettemin wat daglicht naar binnen. De bijzondere manier waarop dat licht vanuit een raam langs de wand strijkt en hier en daar de dingen aanstipt, doet denken aan de ingetogen, verstilde werken van Johannes Vermeer, hoewel Ekels diens werk waarschijnlijk nooit heeft gezien.

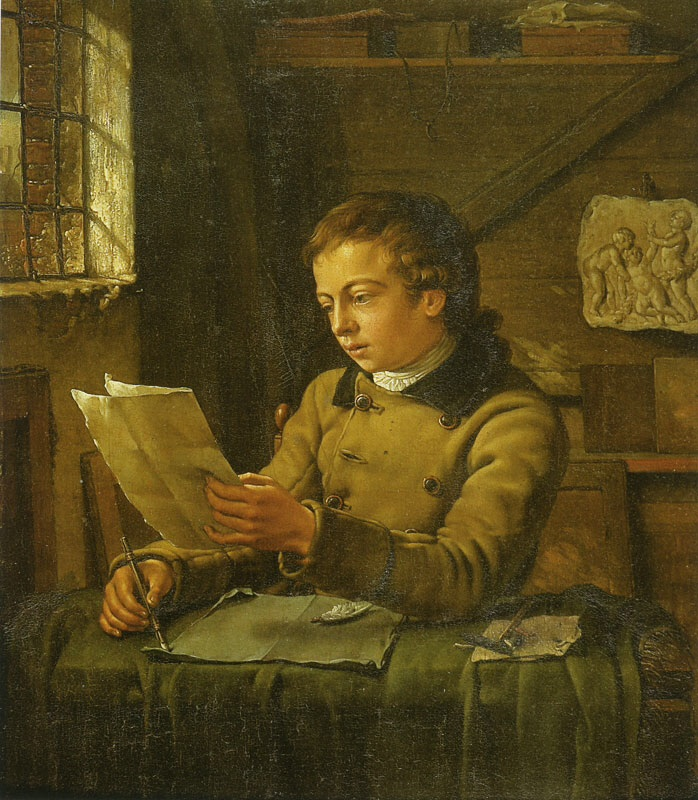
Schrijver in zijn studio. De gelijkenis met het model van Een schrijver die zijn pen versnijdt voedt het vermoeden dat het zelfportretten zouden kunnen zijn.

De eerste aanblik van het schilderij kan een deplorabel beeld oproepen van een gedeprimeerde dichter. Bij nadere beschouwing blijkt dat echter onterecht. Ekels schildert gewoon een alledaags tafereel, zij het van bijzondere intimiteit. Zijn weergave van de schrijver die zijn pen versnijdt (geschikt maken om ermee te schrijven, bijsnijden, in de inkt dopen), valt met name op door de verinnerlijking van de activiteit. Het gebruik van een rugfiguur is een stijlelement dat doet denken aan het werk van Caspar David Friedrich en andere Duitse romantici enkele decennia later. De schrijver keert de wereld letterlijk de rug toe. Ekels figuur echter zinkt niet helemaal weg in gedachten, maar blijft in verbinding met de wereld door de reflectie van zijn geconcentreerde blik in de spiegel.
Binnen Ekels oeuvre neemt Een schrijver die zijn pen versnijdt een bijzondere plaats in. In zijn overige interieurvoorstellingen staat de ruimte vaak vol met voorwerpen en is er meestal interactie tussen de personages of oogcontact met de toeschouwer. In dit schilderij is het narratieve element echter gereduceerd ten gunste van het empathische: niet de voorwerpen vertellen het verhaal, noch de figuren; het gaat om de sfeer, als enig thema van het werk.